# Неа-Смірні (стадіон)
Неа-Смірні (грец. Στάδιο Νέας Σμύρνης) — стадіон у місті Неа-Смірні, Греція. Домашня арена футбольного клубу «Паніоніос», а також часто використовується футбольною грецькою збірною U-21 і U-23. Стадіон має право приймати матчі Ліги Європи УЄФА. Також, 15 травня 2004 року, стадіон приймав фінал Кубку Греції, у якому з рахунком 3-1 «Панатінаїкос» здолав «Олімпіакос» (Пірей).

## Географія
Стадіон розташований в Неа-Смірні на вулиці Іоана Златоуста, 1.

## Історія
Після Греко-Турецького обміну населенням 1923, перед клубом «Паніоніос», який з Смірни перебазувався до Неа-Смірні, постало питання стадіону, будівництво якого було розпочато 1938 року і було завершено за рік.
Влітку 1940 року на стадіоні пройшов перший футбольний матч. З тих пір він постійно був основним стадіоном Паніоніоса. До реконструкцій стадіон був розрахований на 20,000 місць.
Реконструкції були проведені в 2001 і 2003 роках. До стадіону було добудоване кафе, спортивний магазин клубу, службові приміщення та ін. Крім того, над східною трибуною стадіону був надбудований дах. У 2009 році Паніоніос встановив електронні системи продажу квитків на стадіон, щоб підвищити рівень безпеки в команді матчів.
Проте, незважаючи всі ці поліпшення, вболівальники клубу, а також його керівництво рішуче підтримують, що старий стадіон є недостатнім для покриття потреб команди з точки зору якості послуг, що надаються вболівальникам. Крім того, є проблеми техніки безпеки, так як на стадіоні не вистачає запасних входів і виходів у разі надзвичайної ситуації.